# Parque de las Ciencias (Bayamón)
Il Parque de las Ciencias Luis A. Ferré, noto anche col nome di Parque de las Ciencias, è un parco educativo e ricreativo situato a Bayamón, Porto Rico, dedicato alla scienza e alla tecnologia. Inaugurato il 25 settembre 1988, il parco è intitolato all'ex governatore Luis A. Ferré.